# Національна бібліотека Бутану

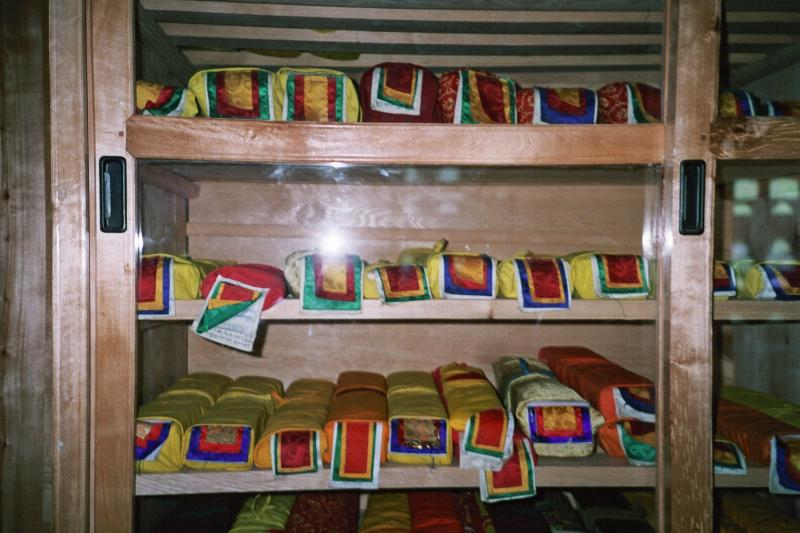
Книги в Бутанській національній бібліотеці

Бутанська національна бібліотека (NLB) (дзонґ-ке འབྲུག་རྒྱལ་ཡོངས་དཔེ་མཛོད, латиніз. Druk Gyelyong Pedzö) розташована в Тхімпху, столиці  Бутану. Бібліотека була заснована в 1967 році з метою збереження та поширення культурної спадщини Бутану. Бібліотека знаходиться на східній стороні річки неподалік від бутанського музей текстилю .

## Історія
Бібліотека була відкрита в 1967 році з ініціативи королеви Аші Пунцо Чоден (1911—2003). Спочатку в бібліотеці була розміщена лише невелика колекція давніх текстів, а сама бібліотека містилася в центральній вежі Ташічо-дзонга. У міру зростання колекції бібліотеку довелося перевести в окреме приміщення в районі Чангангкха в Тхімпху.
За проектом був збудований чотириповерховий восьмикутний комплекс в традиційному стилі дзонга, уряд зміг забезпечити будівництво без залучення зарубіжних спонсорів та інвесторів. .
23 листопада 1984 року Ділго Кхьєнце Рінпоче провів урочисте освячення нового приміщення.

## Національні архіви
Додаткову двоповерхову будівлю з 2004 року було обладнано під національні архіви. Тут зберігаються поточні документи держави. За домовленістю з Данією (2000) архівний комплекс був обладнаний сучасним обладнанням для захисту документів від вогню, підтримки умов зберігання, температури й вологості.
Банк національної пам'яті містить давні документи, листи та фотографії, частина з яких також мікрофільмірується.
В архіві працює служба мікрофільмування, як для потреб бібліотеки, так і для приватних замовлень.
Передбачається також розширити розділ аудіозаписів та відеозаписів з метою.